# Arenigobius frenatus
Arenigobius frenatus é uma espécie de peixe da família Gobiidae e da ordem Perciformes.

## Morfologia
- Os machos podem atingir 11 cm de comprimento total.[5][6]

## Predadores
Sofre predação por Arripis truttaceus, Trachurus declivis, Muraenichthys breviceps, Platycephalus bassensis, Platycephalus laevigatus e Asymbolus vincenti.

## Habitat
É um peixe de clima temperado e demersal.

## Distribuição geográfica
É encontrado no Oceano Pacífico ocidental: Este e Sul da Austrália.

## Observações
É inofensivo para os humanos.